# براندان كينلي
براندان كينلي (بالإنجليزية: Brendan Kennelly)‏ (1936 في جمهورية أيرلندا)؛ شاعر، مترجم وروائي أيرلندي.